# Asesinatos de Louisa Vesterager y Maren Ueland
El 17 de diciembre de 2018, los cuerpos de Louisa Vesterager Jespersen, una joven danesa de 24 años, y Maren Ueland, noruega de 28 años, fueron encontrados decapitados en la falda del monte Tubqal, próximo al pueblo de Imlil, en la cordillera del Atlas en Marruecos.
Dieciocho hombres fueron arrestados por la policía marroquí como sospechosos. La policía marroquí lo ha calificado como acto terrorista, ya que cuatro de los detenidos aparecen en un vídeo, que habían compartido en las redes sociales poco antes de los asesinatos, jurando fidelidad al Estado Islámico y animando a la lucha, como reacción a «la destrucción causada por los aviones de guerra de los cruzados» con frases como «seguid luchando contra los enemigos de Alá, donde quiera que estéis, no tenéis excusa y tened en cuenta que os apoyamos… tenéis aliados entre nosotros».

## Trasfondo
Louisa Vesterager Jespersen, nacida en 1994 y criada en Ikast, Dinamarca. Cursó estudios en la escuela Vestre y posteriormente en la escuela superior Ikast-Brande Gymnasium. Había realizado viajes a países como Argentina, Perú o Noruega. Jespersen hizo una solicitud para participar en la expedición Fjällräven Polar, tanto en 2017 como en 2018.
Maren Ueland, nacida en 1990, era originaria de Bryne, en Noruega.
Louisa Vesterager Jespersen y Maren Ueland eran dos amigas amantes de la naturaleza y el deporte, estudiantes de la University College of Southeast Norway, donde realizaban estudios de guía de la naturaleza y actividades recreativas al aire libre. La pareja llegó a Marruecos el 9 de diciembre como turistas con la intención de hacer senderismo durante las vacaciones de Navidad, según declaró la madre de Jespersen. Las dos mujeres aterrizaron en Marrakech antes de viajar a Imlil. El pueblo sirve como base para la ascensión al Monte Tubqal, el más alto del norte de África.
Hasta el atentado de 2011 en Marrakech, en el que murieron 17 personas, Marruecos estaba considerado como un país seguro para el turismo. Tras la guerra en Siria, la vuelta al país de más de 1600 combatientes que se habían unido a las tropas del Estado Islámico durante la guerra, hicieron a las autoridades marroquíes conscientes del riesgo del aumento de ataques terroristas y crearon el Bureau Central d'Investigations Judiciaires, BCIJ. Asimismo, debido a la detención de marroquíes como autores de atentados fuera de sus fronteras, cooperan con las autoridades internacionales.
Magnus Ranstorp, investigador especializado en terrorismo islámico, ha vuelto a advertir sobre el peligro por los ataques a turistas, algo que se repite esporádicamente en los países que albergan yihadistas. Según este autor el objetivo de tales ataques no es otro que desestabilizar el país en el que tienen lugar.

## Asesinatos e investigación

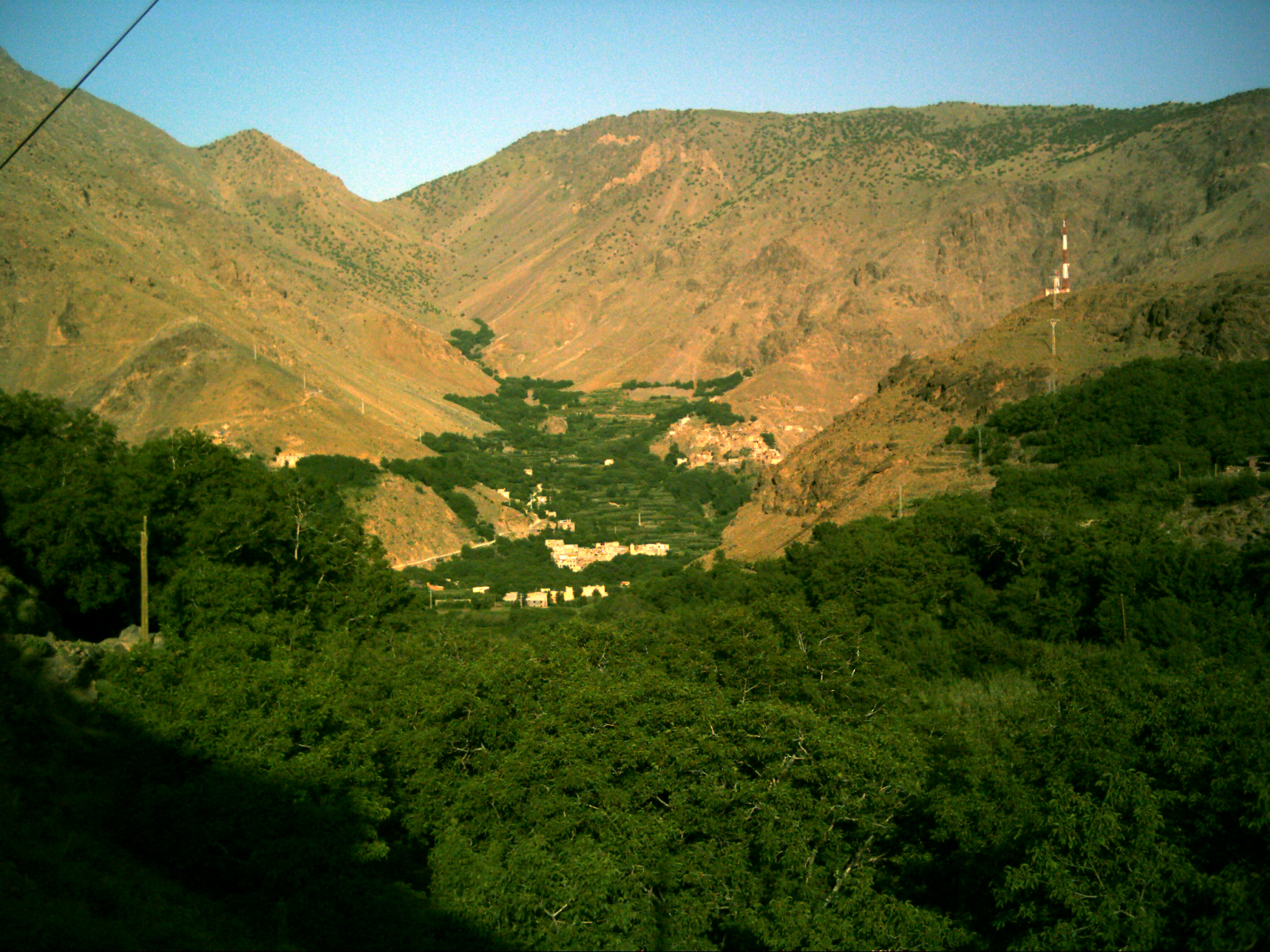
Pueblo de Imlil y el valle que rodea el mismo.

La mañana del 17 de diciembre, una pareja de senderistas franceses se encontró los cuerpos de las víctimas y su tienda, próximos a un sendero que conectaba Imlil con el monte Toubkal. Un sospechoso de nombre Abderrahim Khayali fue arrestado después de encontrar un documento de identidad que los atacantes se habían dejado en la tienda. Por otro lado dichos atacantes fueron filmados por las cámaras de circuito cerrado existentes en la zona. Tres sospechosos más, Abdessamad Ejjoud, Rachid Afatti y Younes Quaziyad, fueron posteriormente arrestados por la policía mientras iban en autobús durante la hora punta hacia la ciudad de Marrakech. Los tres portando armas blancas. Se supuso que Abdessamad Ejjoud era el líder del grupo y los cuatro habían grabado un vídeo la semana antes jurando fidelidad al Estado Islámico.
Los asesinos se habían puesto de acuerdo en llevar a cabo un acto terrorista o bien contra los servicios de seguridad o bien contra turistas, antes de decidir viajar a la región de Imlil con el objeto de buscar a extranjeros.En el vídeo de los asesinatos se les puede oír gritando «enemigos de Alá» y «venganza para nuestros cuatro hermanos en Hajin».
La policía marroquí realizó nuevos arrestos a individuos que tenían conexiones con los sospechosos. Uno de ellos resultó ser el auténtico líder del grupo. Un hombre de nacionalidad hispanosuiza, Z. G. K., de padre español y madre suiza, con antecedentes penales y sospecha de radicalización en Suiza, donde cumplió condena entre 2007 y 2013 por robo, tráfico de drogas, daños a la propiedad, agresión y abuso conyugal. Pasó a llamarse Abdallah tras su conversión en una mezquita de Ginebra en 2011, y juró lealtad al Estado Islámico. Se trasladó a Marruecos en 2015 y reclutó, adiestró en el uso de armas de fuego y nuevas tecnologías a los miembros locales.

## Funerales
Los restos de las víctimas fueron llevados a Copenhague el 21 de diciembre. El funeral de Jespersen se llevó a cabo en Ikast, Dinamarca el 12 de enero, estando presente en el mismo el primer ministro danés Lars Løkke Rasmussen.
El entierro de Maren Ueland se llevó a cabo el 21 de enero en Jæren, Noruega. El ministro de salud noruego Bent Høie y el embajador de Marruecos Lamia Radi estuvieron presentes durante el acto.

## Resultado
En Marruecos las noticias del ataque se recibieron con condenas y pesar. El incidente tuvo una gran cobertura mediática en la prensa internacional. Las reacciones en los países de origen de las víctimas fueron de pesar e ira. Se llevó a cabo una vigilia por Maren Ueland en su localidad natal, Bryne, en apoyo a su familia.
Se llevó a cabo una vigilia en Rabat en las embajadas de Noruega y Dinamarca, así como en Marrakech e Imlil.
Se publicaron dos vídeos, uno del asesinato y otro en el que los sospechosos juran fidelidad al Estado Islámico, en las redes sociales. Tanto las autoridades marroquíes como el servicio de investigación criminal de Noruega conceden autenticidad a dichos vídeos.

### Juicio
El día 18 de julio de 2019, el tribunal de apelación de Salé, localidad próxima a Rabat, condenaba a muerte a Abdessamad Ejjoud, Youness Ouziad y a Rachid Afati, como autores materiales del asesinato. Los tres han sido condenados asimismo al pago de 2 millones de dirhams, a los padres de Maren Ueland, en concepto de daños y perjuicios. El resto de acusados ha sido sentenciado a penas que oscilan entre los 5 años y la cadena perpetua.

### Apelación de la sentencia
El 31 de octubre de 2019, la sentencia de muerte de los tres condenados fue confirmada por la corte antiterrorista de Salé. En total 24 sospechosos conectados con las muertes o miembros de la célula yihadista, fueron condenados.
El principal sospechoso, Abdessamad Ejjoud, de 25 años en aquel momento, organizó el viaje con 2 cómplices, Younes Ouaziyad (27) y Rachid Afatti (31) que grabaron los asesinatos. Un cuarto sospechoso, Abderrahim Khayali, fue condenado a pena de muerte, elevándose pues la sentencia ya que había sido condenado en principio a cadena perpetua. Abderrahim Khayali era parte de la expedición pero abandonó el grupo antes de producirse los asesinatos. La corte confirmó las sentencias de 5 a 30 años en prisión para 19 acusados y elevó la pena de prisión de 15 a 20 años en un caso. Ejjoud utilizó su posibilidad de hablar durante el juicio antes del pronunciamiento de la sentencia para solicitar la pena de muerte ya que el no creía ni en las leyes ni en los derechos humanos. Ouaziyad y Afatti recitaron versos del Corán en sus respectivas réplicas.
Como ocurrió en el primer juicio, la corte ordenó el pago de 190 000 euros, por parte de los 4 primeros acusados, a los padres de Maren Ueland.
La pena de muerte sigue vigente en Marruecos, si bien en la práctica no se han producido ejecuciones desde 1993.
Finalmente, el 16 de junio de 2021, el tribunal administrativo de Marrakech emitió una sentencia condenando al estado marroquí al pago de 5 millones de dirhams (unos 500 000 euros), a las familias de las dos jóvenes, en concepto de responsabilidad civil subsidiaria, ante la imposibilidad en la práctica de que los condenados hicieran frente a dicha responsabilidad.